# Kosmos 638
Kosmos 638 byl bezpilotní test lodi Sojuz verze 7K-TM v rámci programu Sojuz-Apollo. Loď byla vybavena androgynním stykovacím zařízením.

## Parametry mise
- Kosmická loď:Sojuz 7K-TM
- Hmnotnost:6510 až 6680 kg
- Posádka:žádná
- Start:3. dubna 1974
- Přistání:13. dubna 1974